# 齐背岭水库
齐背岭水库，位于中华人民共和国新疆维吾尔自治区阿勒泰市西北部，是阿拉哈克河干流上游的一座中型水库。水库工程于1996年6月开工，2002年10月完工。水库总库容2600万立方米，正常蓄水位1188.40米。大坝为浆砌石重力坝，最大坝高34米，坝址以上集水面积500平方千米。齐背岭水库控制浙下游2000公顷耕地和草场的灌溉，也是阿拉哈克镇东戈壁3300公顷待开发土地的主要灌溉水源。水库还建有配套的水电站，装机容量3200kW。